# Мурав'янка-куцохвіст плямиста
Мурав'янка-куцохвіст плямиста (Hylophylax naevioides) — вид горобцеподібних птахів родини сорокушових (Thamnophilidae). Мешкає в Центральній і Південній Америці.

## Опис
Довжина птаха становить 11-11,5 см, вага 16-19,5 г. У самців верхня частина голови чорнувато-сіра, тім'я і потилиця мають бурий відтінок. Спина рудувато-коричнева, на спині є малопомітна біла пляма. Надхвістя тьмяно-оливково-коричневе. Горло чорне, груди і живіт білі, на грудях чорні плями. Боки і гузка сіруваті. Хвіст чорний, на кінці бурий. Крила чорнуваті, покривні пера крил і другоряхні махові пера мають рудувато-коричневі кінчики. У самиць голова переважно оливково-коричневі, спина тьмяно-руда, на грудях нечітка сірувато-охриста смуга, боки бурувато-сірі. Дзьоб чорний, знизу сірий, лапи сіруваті.

## Підвиди
Виділяють два підвиди:
- H. n. capnitis (Bangs, 1906) — від східного Гондурасу до західної Панами;
- H. n. naevioides (Lafresnaye, 1847) — від східної Панами до північної і західної Колумбії та західного Еквадору (на південь до Гуаяса і Чимборасо).

## Поширення і екологія
Плямисті мурав'янки-куцохвости мешкають в Гондурасі, Нікарагуа, Коста-Риці, Панамі, Колумбії і Еквадорі. Вони живуть в підліску вологих рівнинних тропічних лісів. Зустрічаються поодинці або парами, переважно на висоті до 900 м над рівнем моря. Живляться комахами та іншими безхребетними. Гніздо чашоподібне, кладці білих 2 яйця, поцяткованих темно-бордовими плямками. Інкубаційний період триває 11 днів.